# محطة شمس 1 للطاقة الشمسية
محطة شمس 1 هي محطة طاقة شمسية تقع بالقرب من مدينة زايد جنوب إمارة أبوظبي بدولة الإمارات العربية المتحدة، شغلت المحطة في 17 مارس 2013 وهي تتألف من 258,048 مرآة على مساحة 2.5 كيلومتر مربع بقدرة إنتاجية تبلغ 100 ميجاواط. وتهدف إلى تامين 7% من حاجات إمارة أبو ظبي في مجال الطاقة عبر مصادر متجددة بحلول العام 2030. بلغت تكلفة المحطة 600 مليون دولار أمريكي. وتعود ملكية المحطة إلى شركة أبوظبي لطاقة المستقبل (60%) وشركة توتال (20%) وشركة أبينغوا 20%.

## الوصف
شمس 1 هي محطة طاقة شمسية مركزة بقدرة 100 ميجاوات تستخدم تقنية الحوض المكافئ. وهي تزيل 175000 طن من ثاني أكسيد الكربون سنويًا ويكفي ناتجها من الطاقة لتشغيل 20000 منزل. تتكون المحطة من 258048 مرآة حوض مكافئ، و192 حلقة تجميع مجمع شمسي مع 8 مجموعات مجمع شمسي لكل حلقة، و768 وحدة تجميع مجمع شمسي، و27648 أنبوب امتصاص. وتغطي مساحة تبلغ حوالي 2.5 كيلومتر مربع (0.97 ميل مربع).

## التأثير الإيجابي
من أهم النتائج الإيجابية لإنشاء المحطة:
- تقوم محطة شمس بدور رئيسي في خفض انبعاثات الكربون من قطاع الطاقة، حيث تم التخلص من حوالي 175 ألف طن من ثاني أكسيد الكربون سنويًا، وهو ما يعادل زراعة 1.5 مليون شجرة أو إزالة 15 ألف سيارة من طرق أبوظبي
- دعم مبادرة دولة الإمارات للحياد المناخي بحلول عام 2050.
- ساهمت في تحقيق هدف أبوظبي المتمثل في توفير 7٪ من قدرة توليد الطاقة من خلال الطاقة المتجددة بحلول عام 2020.

- تساهم محطة "شمس" للطاقة في تنويع مصادر الطاقة في دولة الإمارات العربية المتحدة مايعزز أمن الطاقة،

- تسهم في إطالة أمد احتياطات النفط والغاز،

- الحد من التأثير الناتج عن تقلبات أسعار المشتقات النفطية،
- خلق فرص عمل في مجالات تقنية تدعم رؤية دولة الإمارات في تحويل اقتصادها إلى اقتصاد قائم على المعرفة.

## جوائز
من أبرز الجوائز التي حصل عليها المشروع:
- جائزة الشرق الأوسط وشمال أفريقيا للطاقة الشمسية 2016
- جائزة الإمارات للطاقة 2013 - جائزة أكبر مشروع للطاقة - المجلس الأعلى للطاقة بدبي
- جائزة مشروع العام 2013 من جمعية الإمارات لصناعات الطاقة الشمسية
- جائزة الشرق الأوسط للطاقة المتجددة لعام 2010 - مجلة بروجيكت فاينانس